# 蔡瀾
蔡 瀾（チャイ・ラン、広東語: Choi3 Laan4, 潮州語: Chùa Lāng、1941年8月18日 - 2025年6月25日）は、シンガポール/香港の映画製作者。コラムニスト、作家、美食家。日本に留学した経験がある。
香港で多方面の事業に携わる。原籍は広東省潮州。マカオ籍を取得した。

## 略歴

### 生い立ち
イギリス領マラヤのシンガポールで生まれた。父・蔡文玄は詩人で、若い頃潮安市照門蔡村から東南アジアへ移り住み、後にショウ・ブラザーズのスタジオの責任者となった。母・洪芳娉は小学校の校長だった。蔡瀾は第3子であり、幼少のときは劇場の上の階に寝泊りしていた。
14歳の時すでに一篇の文章を『南洋商報』に発表し、フランスに行き絵を学ぶことを望んでいたが、16歳の時日本に留学することを決め、日本大学芸術学部映画科に入学し、学びながらショウ・ブラザーズで働き、日本駐在マネジャーと翻訳を担当した。

### 映画界
1963年に当時イギリスの植民地であった香港に定住し、ショウ・ブラザーズの製作マネジャーとなった。鄒文懐がゴールデン・ハーベストを創立すると、映画製作部副社長に招かれた。ゴールデン・ハーベスト時代に一連のジャッキー・チェン作品の映画プロデューサーを務め、香港映画界の発展に大きく寄与した。1990年代に日本の成人映画にあたる「三級片」と呼ばれる性描写のある映画を商業的に成功・普及させた功労者でもある。

### 著作・テレビ活動
1980年代に創作を始めてから多くの作品を書き、内容は食に関する旅行記を主とした。『明報』、『壱週刊』と『蘋果日報』にもコラムを書いている。1990年代に人気を博した黄霑や倪匡が司会する亜洲電視のトーク番組「今夜不設防」では、友人のチョウ・ユンファ、ジャッキー・チェンなどのゲストをインタビューした。

### 美食家
1990年代の中頃に飲食業に進出し、「暴暴茶」や「暴暴飯焦」などを売り出した。1998年には無綫電視製作、キャセイパシフィック航空協賛の旅行グルメ番組「蔡瀾嘆世界」の司会を担当した。
1990年代にはフジテレビのグルメ番組「料理の鉄人」の審査員を務めたことで日本でも知名度を上げ、その後日本エアシステムの香港・中国路線を中心とする国際線の機内食の監修も行った。

### 現在
香港の黄埔花園、マカオのセナド広場、中華人民共和国の深圳の中信地鉄商場と広州の恒宝広場で「蔡瀾美食坊」を開いた。中山三郷市のレストラン「水郷居」と提携し「蔡瀾月餅」を発売した。
2005年にマカオ籍を取得、マカオの身分証明書を得た。2006年に香港の中環で旅行社「蔡瀾旅遊」と精品店「一樂也」の創設を宣言した。2007年から「蔡瀾逛菜欄」などのグルメ番組の司会を担当し、『蔡瀾的生活方式』を出版。日本でも著書を出版するなど、多方面で活躍している。
2025年6月25日、香港の病院で死去。享年83。

## 作品（日本販売作の一部）

### 著書
- 『香港美食大神—史上最強の香港レストランガイド』（1997年、芸神出版社）
- 『辛口チャイランの香港ほんとうの美食ガイド』（2001年、幻冬舎）
- 『蔡瀾の香港を丸ごと味わう—食在香港、食在蔡瀾』（2008年、菊地和男共著、河出書房新社）
- 『人生の味わい方、打ち明けよう』（2018年、KADOKAWA）

### DVD
- 『蔡瀾のアジア美食市場』（1-6集）

## 家族
妻の張瓊文は映画プロデューサー。